# 3 de Maio (brigue)
3 de Maio foi um brigue operado pela Armada Imperial Brasileira. Originalmente era uma embarcação norte-americana que fora vendida ao Império do Brasil em 1827 pela quantia de 18:000$000. Tinha 212 toneladas de deslocamento. Media 30,17 metros de comprimento, 6,40 metros de boca, 4,57 metros de pontal. Era propulsado à vela e tinha como meio ofensivo duas colubrinas de calibre 8 e 12 caronadas de 18.  Tomou parte nas ações contra os cabanos na província do Pará, em 1836, e contra os balaios na província do Maranhão, em 1839-1840. Em 1846, servia de depósito no Pará.